# Ступино (Липецкая область)
Ступино — деревня Спешнево-Ивановского сельсовета Данковского района Липецкой области.

## География
Ступино находится южнее посёлка Плоский. Через деревню протекает река, имеются пруды. Южнее расположен лес Крест.

## Население
| 2010 |
| ---- |
| 0    |